# Gérald Tougas
Pour les articles homonymes, voir Tougas.
Gérald Tougas est un écrivain québécois né le 26 avril 1933 à Sainte-Anne-des-Chênes au Manitoba et mort le 1er octobre 2019 à Granby au Québec.

## Biographie
Originaire du Manitoba, il a passé la majeure partie de sa vie adulte au Québec à enseigner en Cégep,. Il remporte en 1990 le Prix du Gouverneur général pour son roman La Mauvaise Foi. En 1991, il remporte le prix Alfred-DesRochers.
Il a publié le recueil de nouvelles La Clef de sol et autres récits en 1996 et le roman Le Deuxième Train de la nuit en 2013. Le Deuxième Train de la nuit a été sélectionné parmi les finalistes du Prix du Gouverneur général de 2013. Rachelle Renaud a reçu une mention honorable du Prix de la traduction John Glassco pour Any Mail? and Other Stories, la traduction en anglais de La Clef de sol.
Gérard Tougas meurt le 1er octobre 2019 à Granby au Québec,

## Œuvres
- La Mauvaise Foi (1990) - roman
- La Clef de sol et autres récits (1996) - nouvelles
- Le Deuxième Train de la nuit (2013) - roman

## Honneurs
- 1990 - Prix du Gouverneur général, La Mauvaise Foi
- 1991 - Prix Alfred-DesRochers, La Mauvaise Foi